# На лицу мјеста
„На лицу мјеста” је југословенска телевизијска серија снимљена 1963. године у продукцији ТВ Загреб.

## Улоге
| Глумац         | Улога |
| -------------- | ----- |
| Фахро Коњхоџић |       |
| Јован Личина   |       |
| Вера Мишита    |       |
| Антун Налис    |       |
| Иван Шубић     |       |
| Круно Валентић |       |
| Мирко Војковић |       |
| Мирко Краљев   |       |

Комплетна ТВ екипа  ▼
| Редитељ | Марио Фанели |